# حافلة صغيرة

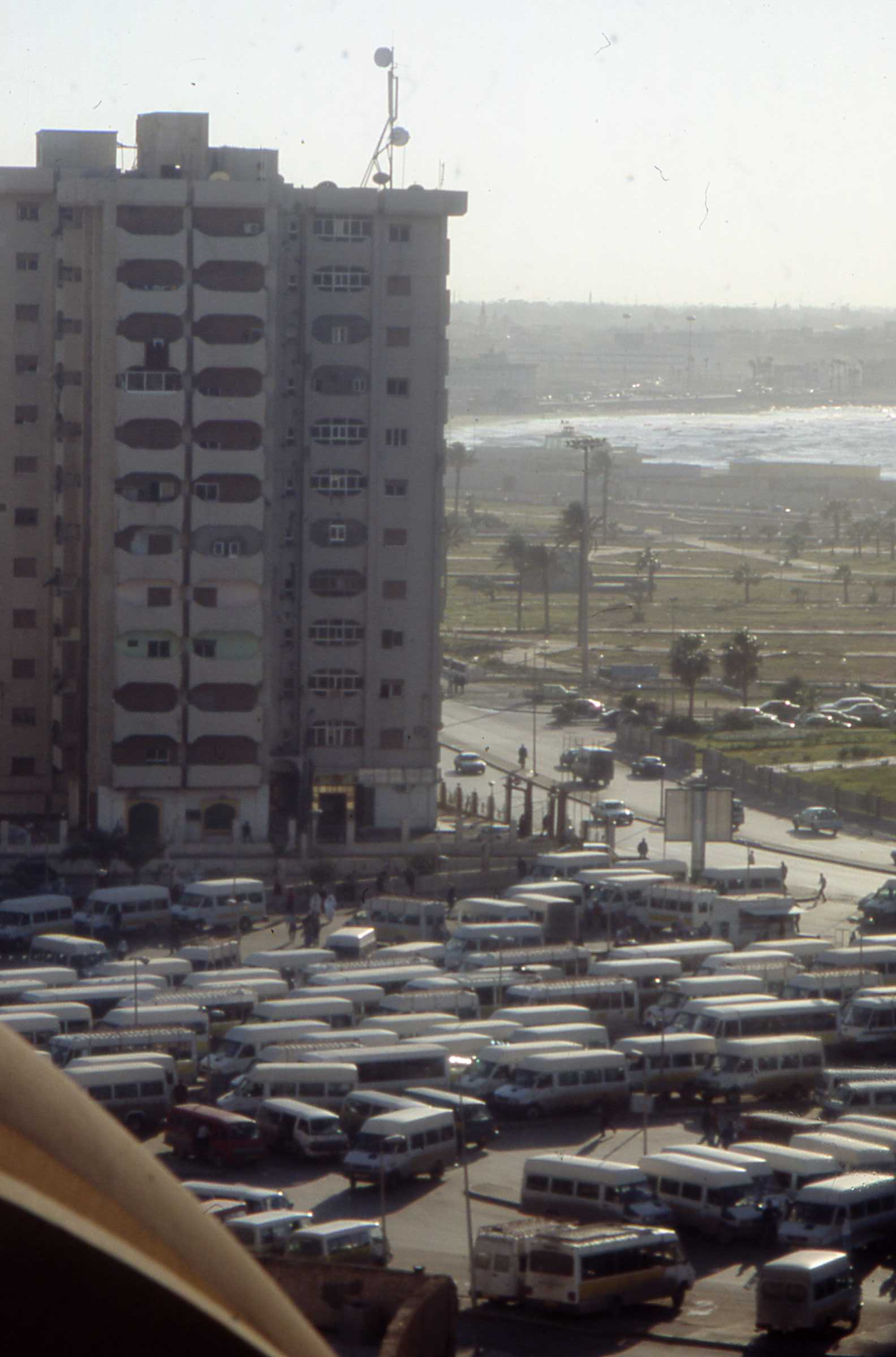
محطة حافلات صغيرة في طرابلس ليبيا

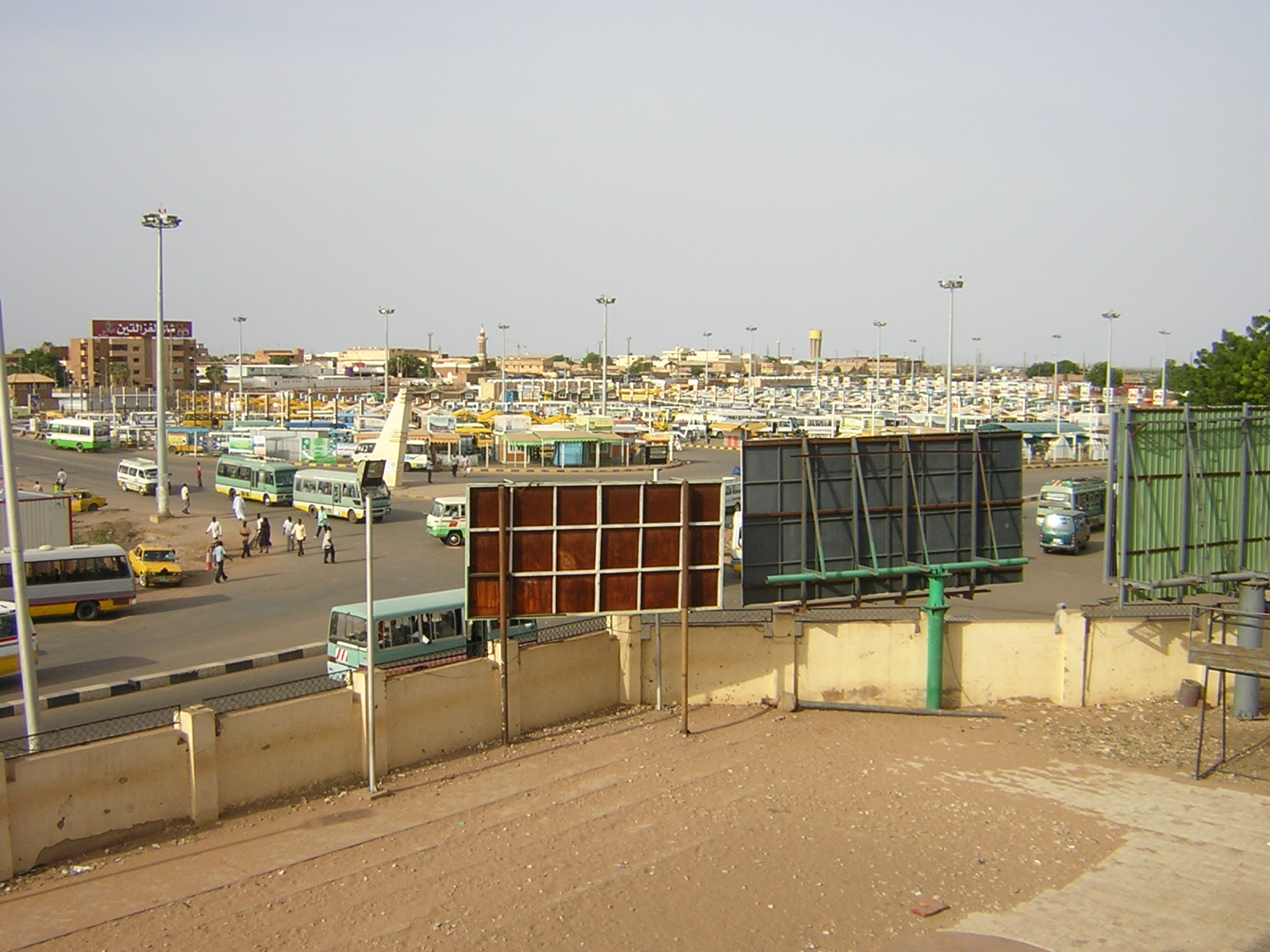
محطة حافلات صغيرة في الخرطوم السودان

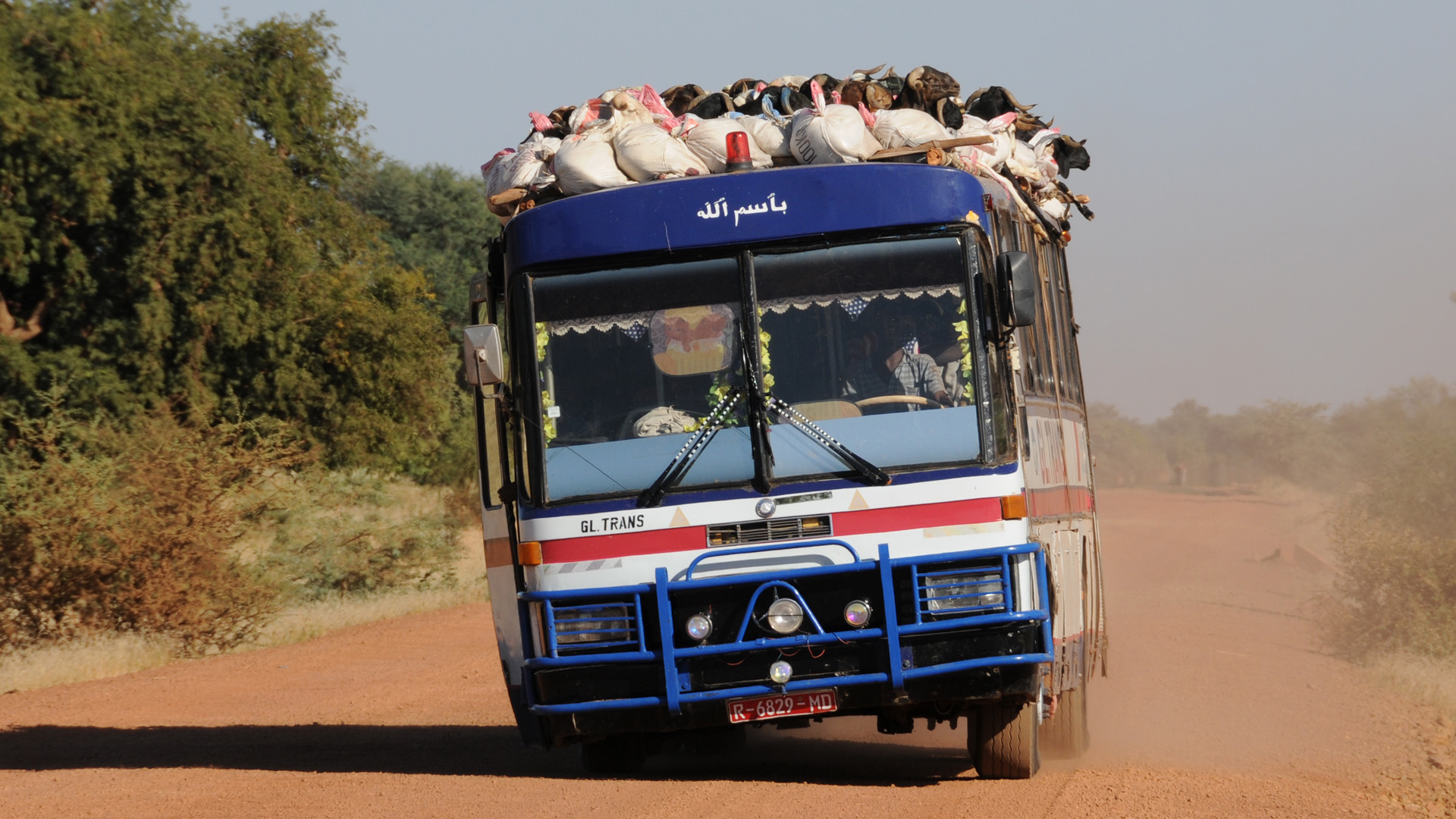
حافلة صغيرة تصل بين مدن مالي

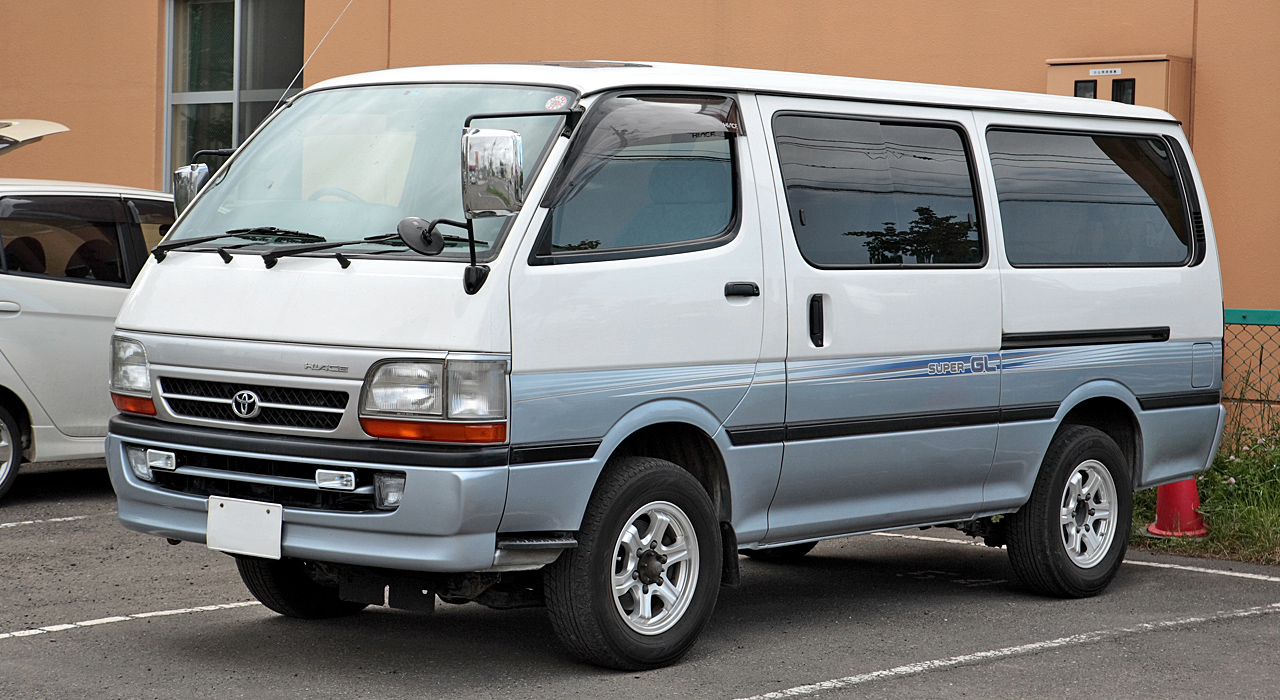
حويفلة تويوتا TOYOTA HiAce حمولة 14 راكب. أكثر الحويفلات أرتياداً في شوارع القاهرة.

الحُوَيْفِلة أو الحافلة الصغيرة أو الحويفلة أو السرفيس أو السنفور (بالإنجليزية: minibus أو microbus) ويدعى تجاوزاً مكرو هو عربة لنقل الركاب، تتسع لعدد يتراوح ما بين 8 الي 14 راكب. يستخدم الحويفلة عادة لنقل الركاب بالأجرة، وقد تستخدمه الشركات الخاصة لنقل الأفراد العاملين. ولا سيما العائلات كبيرة العدد قد تقتني حويفلة للتنقلات اليومية. وقد يُستخدم أيضًا للنقل السياحي.
أصل تسمية حويفلة هو دمج ميكرو-باص أي «الحافلة متناهية الصغر». استحدثت الي العربية من الاسم الذي أطلقته شركة فولكس فاغن علي أحدي موديلاتها من الحافلات الصغيرة التي أٌعطيت هذا الاسم لتميزها عن الحافلة التي تليها في الحجم «Minibus» أو الحافلة الصغيرة. ولا تُميّز عادة اللهجات العربية بين المينيباص والحويفلة.

## تاريخ الحويفلة

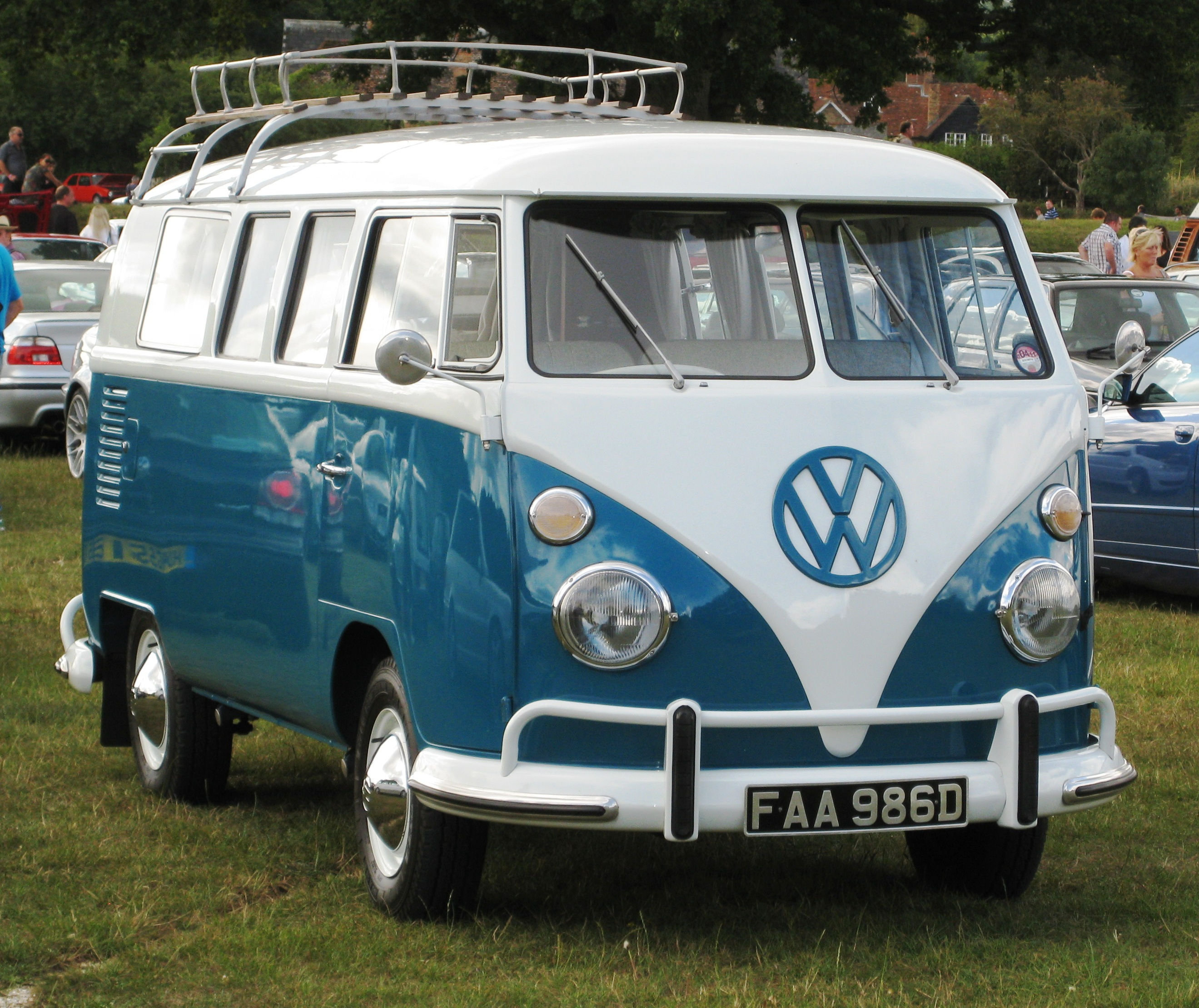
حويفلة فولكس فاغن موديل VolksWagen 1966

أول ظهور للحويفلة كان من تصنيع شركة فولكس فاغن في أوائل الخمسينيات. عام 1967 توقفت فولكس فاغن الألمانية عن أنتاج هذا الحويفلة، بينما أستمر تصنيعه في البرازيل (سان باولو) تحت مظلة فولكس فاغن الأم. بدأ أستيراد الحويفلة إلى مصر بقلة شديدة مع بداية الستينيات. بدأ استخدام الحويفلة بالأجرة أولاً في مصر في أحياء الجيزة وبالخصوص حي الهرم (ربما لانخفاض الكثافية السكانية في حي الهرم بذلك الوقت). أحتل الحويفلة مكانة وسيلة انتقال متوسطة بين التاكسي وبين أتوبيسات النقل العام.
بدأ أنتشار استخدام الحويفلة الي جميع أحياء القاهرة الكبري مع نهاية السبعينيات. يومنا الحالي، الحويفلة هو وسيلة موصلات أساسية لا غني عنها، تربط أحياء القاهرة الكبري جميعاً.

## الناحية الميكانيكية
كما ذكر مسبقاً، كانت شركة فولكس فاغن هي أول من صنع الحويفلة، وكانت أولي موديلاتها تعمل بمحرك خلفي، دفع خلفي ذو نظام تبريد هوائي. كانت هذه الحويفلات تعمل أساساً بوقود البنزين (مما جعله غير أقتصادي للاستخدام التجاري) وبالتالي لجأ الكثيرون لتعديل المحرك البنزين ليعمل بالغاز الطبيعي.
أما بالنسبة لخليفتها في الملاعب، تويوتا هايس - يشار أليها بـ «حويفلة تويوتا» لاحقاً في هذا المقال-، بدأ تصنيعها أولاً في اليابان عام 1967. عمل حويفلة تويوتا أولاً بمحرك بنزين إيضأ، لكن سرعانً ما توفر المحرك الديزل في أوائل الثمانينيات. في الحويفلة تويوتا المحرك أمامي، والعربة دفع خلفي، مع وجود نظام تبريد يعتمد علي رادياتير مما جعل كفاءة الحويفلة التويوتا اعلي بكثير من سابقتها الفولكس فاجن.
المواصفات الفنية لحويفلة تويوتا موديل 1998 طراز LH103R:
| المحرك          | ديزل سعة 2799 سي سي                   |
| قدرة المحرك     | 60 كيلو وات لكل 40 الف لفة في الدقيقة |
| معدل ضغط المحرك | 22.2                                  |
| الصمامات        | نظام الكامة العلوية                   |
| ناقل حركة       | ناقل يدوي خمس سرعات                   |
| سعة تانك الوقود | 70 لتر                                |
| الطول           | 4.75 متر                              |
| العرض           | 1.69 متر                              |
| الارتفاع        | 1.94 متر                              |
| بلد المنشأ      | اليابان                               |

## الأسماء
يطلق أهالي الأسكندرية علي الحويفلة كلمة المشروع (الجمع:مشاريع) وهي أختصاراً لـ «مشروع توظيف شباب الخريجين» الذي تضمن منح قروض سهلة السداد إلي الشباب حديثي التخرج. أستخدم الكثير من شباب الخريجين بالأسكندرية قيمة القرض الممنوح لهم في شراء حويفلة لنقل الركاب داخل المدينة بالأجرة كمشروع استثماري، ومن هنا أستخدمت لفظة «المشروع» كناية عن الحويفلة.
قد يطلق بعض أهالي الأقاليم الاخري علي الحويفلة كلمة السرفيس. وهي تعريب لكلمة Service الفرنسية وتعني «خدمة». غالباً ما تطلق كلمة السرفيس علي حويفلات خدمة الركاب داخل المدينة الواحدة.

## استخدامات أخرى

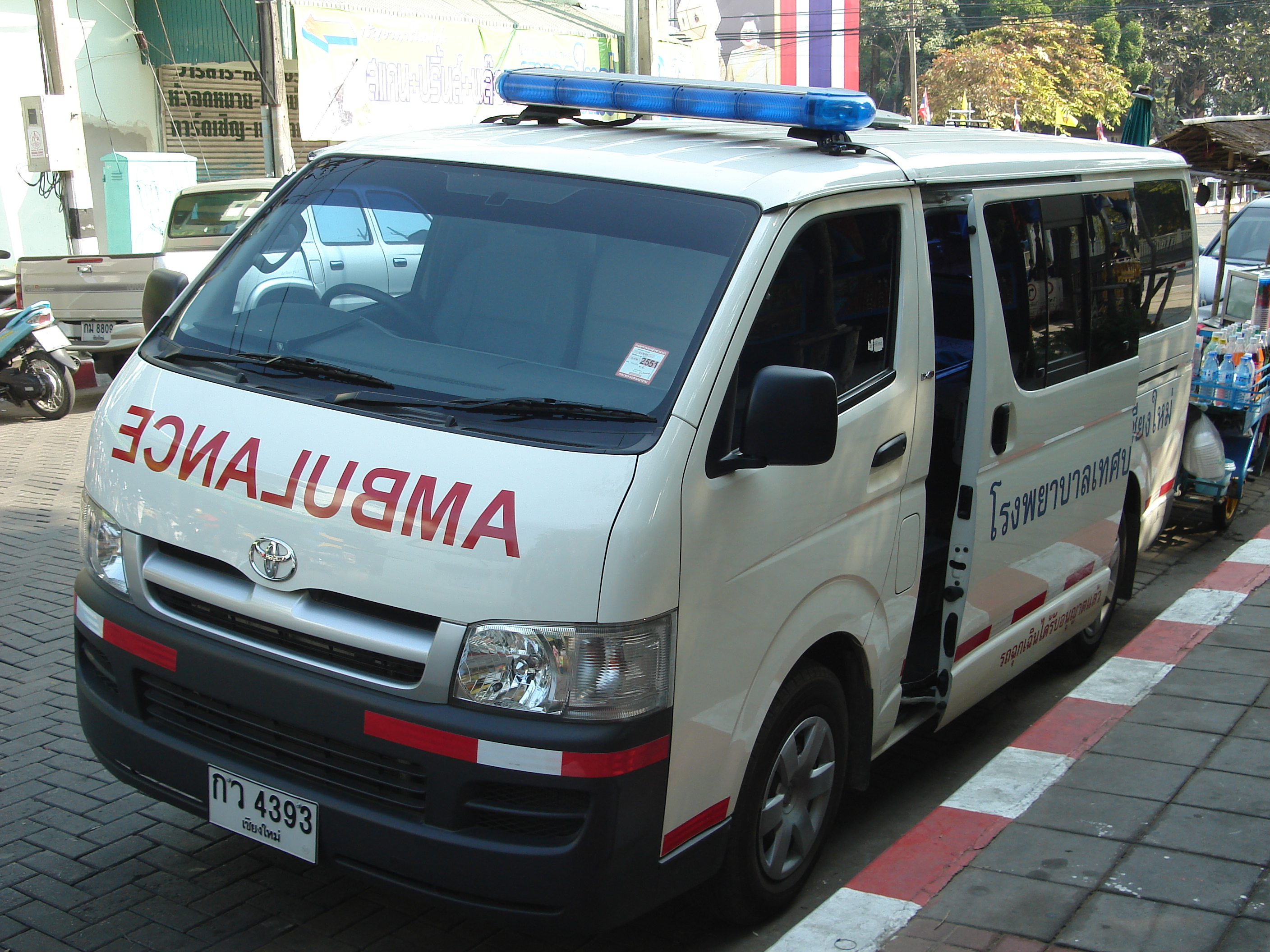
حويفلة تايوتا يستخدم كسيارة أسعاف في تايلاندا

هناك عدد من الإستخدامات الأخرى للحويفلة بجانب نقل الركاب بالأجرة، مثل نقل البضائع، حيث يتم إزالة المقاعد الخلفية ويتم تعتيم وتثبيت النوافذ الزجاجية الخلفية حتي يتسني تحميل البضائع في المساحة الخلفية بالحويفلة.
و قد يستخدم الحويفلة أيضاً كسيارة لإسعاف المرضي، حيث يتم تجهيز الصالة الخلفية بالاستعدادات الطبية اللازمة.

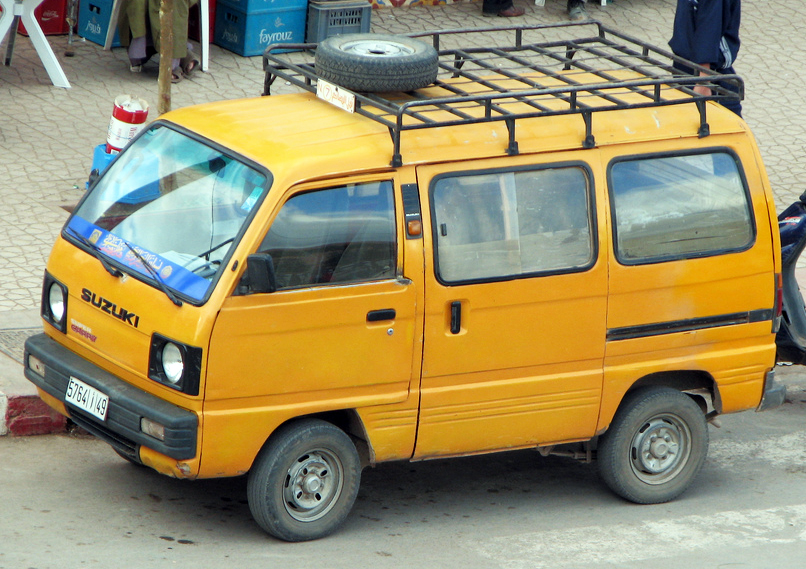
حويفلة في أزيلال المغرب

## صور

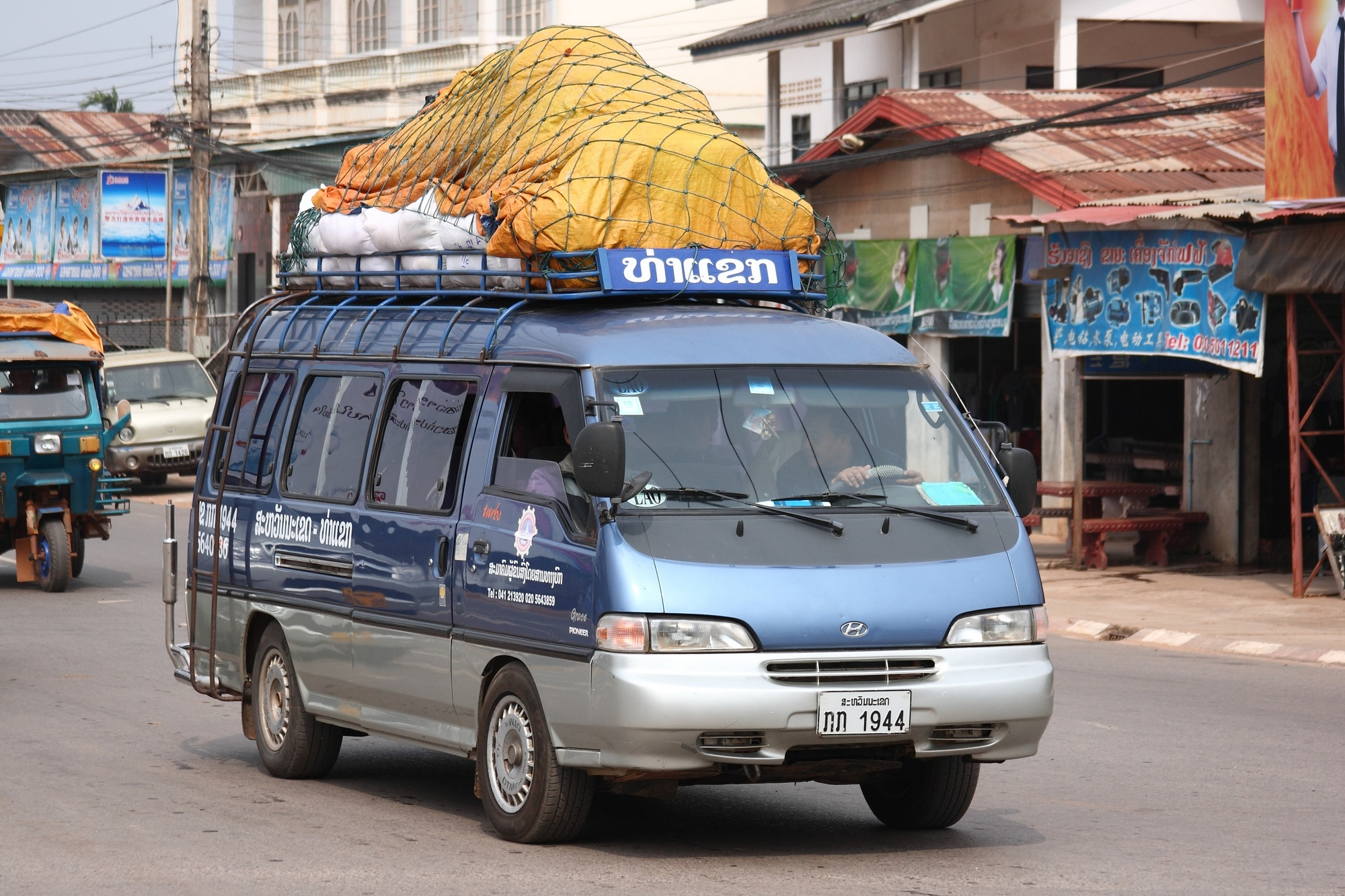
حويفلة هيونداي في تايوان
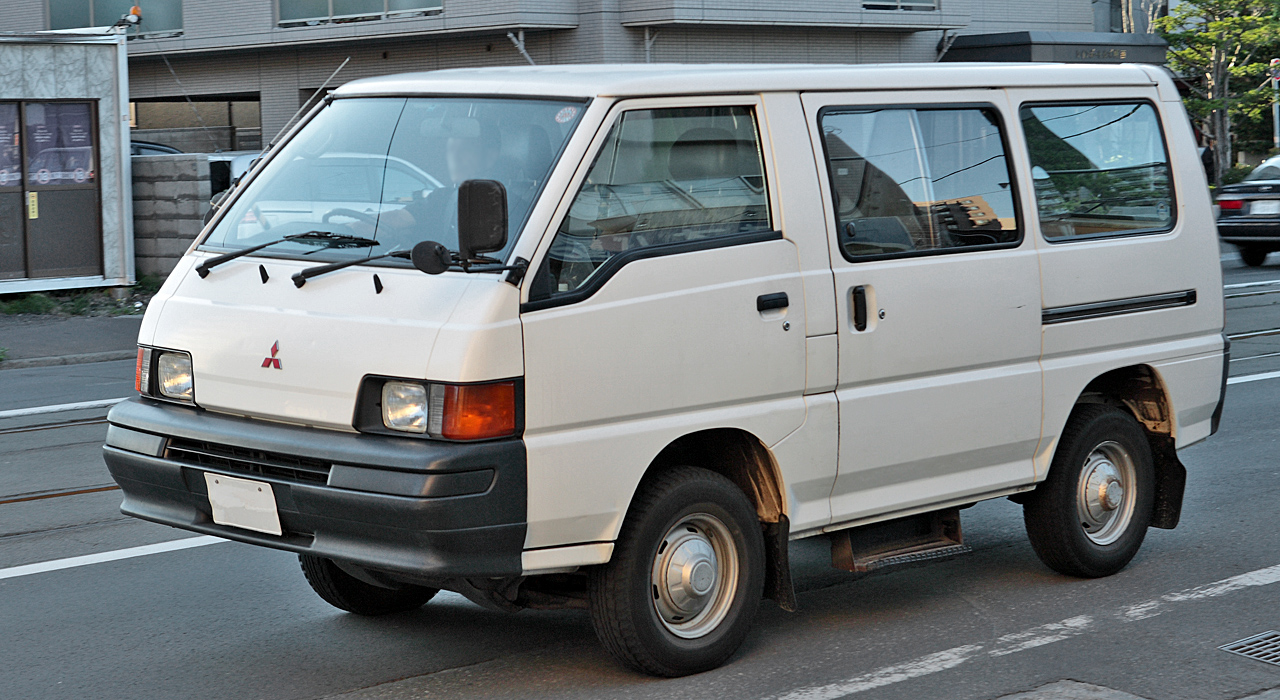
حويفلة ميتسوبيشي
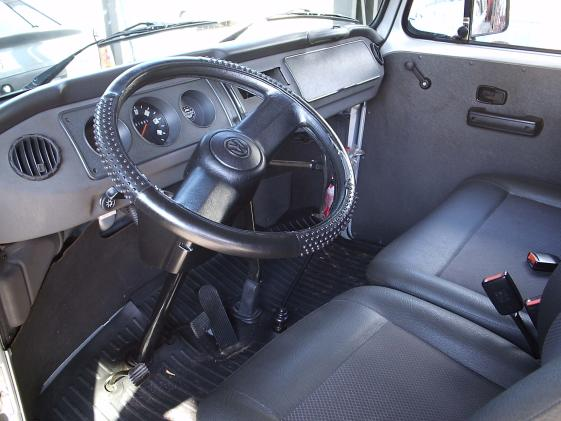
مقصورة القيادة (الكابينة) لحويفلة فولكس فاجن
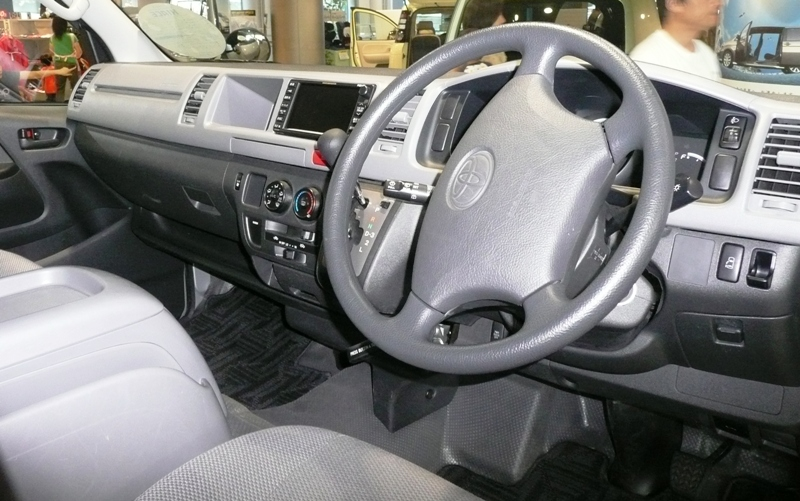
مقصورة القيادة (الكابينة) لحويفلة تويوتا موديل 2001
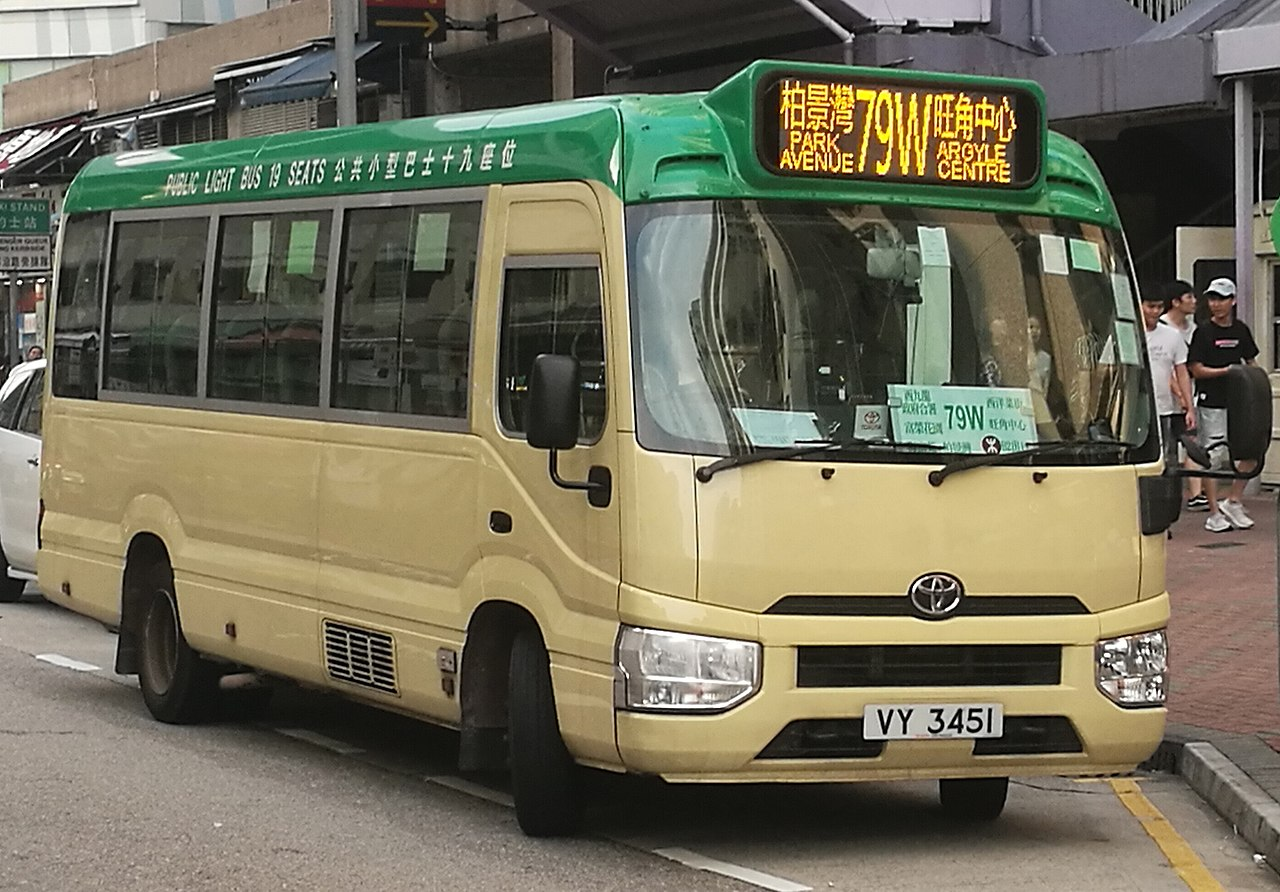
تويوتا كوستر 28 راكب
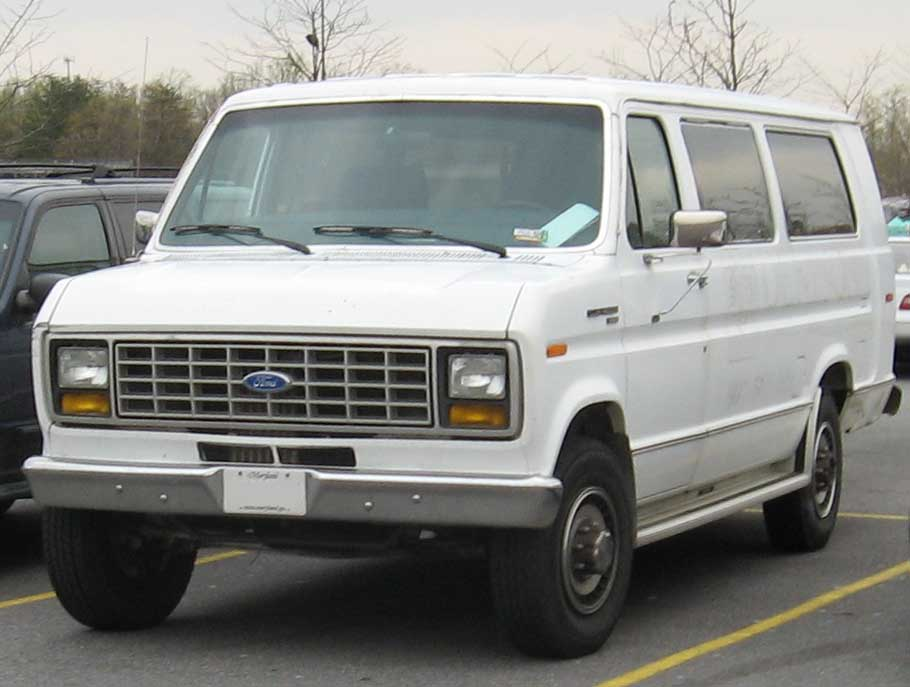
حويفلة فورد 1981، يكثر رؤيته في الشرقية والمنوفية
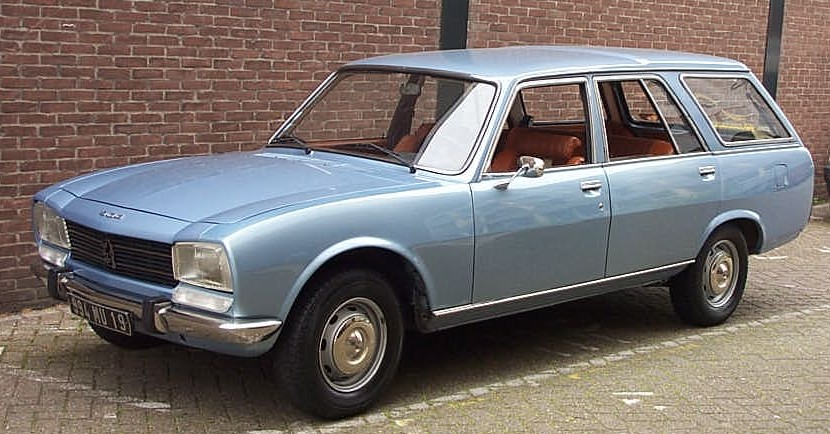
بيجو 504 سعة 7 راكب، إحدي بدائل الحويفلة علي الطرق السريعة